# Bakoteh
Bakoteh (Schreibvariante: Bakoti) ist ein Ortsteil der Gemeinde Kanifing (englisch Kanifing Municipal) im westafrikanischen Staat Gambia.
Der Ortsteil liegt im Westen der Gemeinde und gehört zum Ort Serekunda. Bei der Volkszählung von 1993 wurde Bakoteh als eigener Ort mit 6594 Einwohnern gelistet.

## Geographie
Der Ortsteil Manjai Kunda liegt benachbart im Nordosten, die Grenze ist definiert durch die Hauptstraße die von Kotu nach zu der Sayerr Jobe Avenue führt. Serekunda (als Ortsteil) liegt im Osten, die Grenze verläuft von der Sayerr Jobe Avenue gerade nach Süden. Ein kleines Stück grenzt Bakoteh im Osten noch an dem Ortsteil Bundung Borehole. Im Süden und Südwesten verläuft die Grenze der Gemeinde Kanifing, benachbart liegen die Orte Sukuta und Kerr Seringe Ngaga. Der Ortsteil Kololi grenzt im Norden und wird von Bakoteh durch den Kololi Road begrenzt.

## Persönlichkeiten
- Ebrima Darboe (* 2001), Fußballspieler